# International Sweethearts of Rhythm
Die International Sweethearts of Rhythm waren eine 1939 an der Piney Woods Country Life School in Mississippi gegründete Jazz-Bigband, die nur aus Frauen bestand (ohne Rassentrennung).

## Hauptteil
Bekannte Vorläufer als All-Girl-Band waren Ina Ray Hutton and her Melodears, die von 1934 bis 1939 bestanden. Sie begannen als Band der Piney Woods School, einer Schule für Kinder aus armen Verhältnissen und Waisenkinder in Mississippi, meist aus der schwarzen Bevölkerung, aber auch aus anderen Minderheiten wie Mexikaner oder Chinesen. Der Schulleiter Laurence C. Jones hatte die Band von Ina Ray Hutton gehört und wollte mit einer ähnlichen Band Geld für die Schule sammeln. Jones begann mit fünfzehn Mädchen seiner Schule im Alter von 14 bis 19 Jahren, rekrutierte aber auch Mitglieder außerhalb der Schule auf Tourneen und auf Reisen. Die Band tourte im ganzen Süden. Sie brachen schließlich mit ihrem Gründer Jones (der eine andere Frauenband gründete, die Swinging Rays of Rhythm) nach einem Streik (sie wurden schlecht bezahlt, ihre Abschlüsse waren nicht sicher, und Jones investierte ihr Geld in Lebensversicherungen, die auf die Schule ausgestellt waren). Sie traten in Washington, D.C. der lokalen schwarzen Musikergewerkschaft bei und erhielten Eddie Durham als Arrangeur. Durham trug nicht unwesentlich zum Erfolg bei, indem er der Band die Arrangements auf den Leib schrieb, beispielsweise schrieb er, um das begrenzte Improvisationstalent der damaligen Solistinnen wissend, die Solos so aus, dass sie wie improvisiert klangen. Er perfektionierte auch ihr Auftreten mit neuen Kostümen und einem Bandstil, der dem von Jimmy Lunceford folgte. Sie hatten große Erfolge, unter anderem mit 35.000 Zuschauern in einer Woche im Howard Theater in Washington, D.C. 1941. Die Bandmitglieder wurden aber nach wie vor ausgebeutet (mit Löhnen weit unter Gewerkschaftsstandards), was ein Grund war, warum Durham die Band wieder verließ. Auf Tourneen schliefen sie im Bus.
Ab 1941 war die glamouröse Anna Mae Winburn (oder Anna May, geboren 1913) die Leiterin, die auch als Sängerin auftrat. Sie war zuvor Leiterin der Cotton Club Boys, nachdem aber viele der Musiker zu Fletcher Henderson wechselten (bzw. eingezogen wurden), war sie in Omaha gestrandet und übernahm bereitwillig die Leitung der Sweethearts. Auch andere professionelle Musikerinnen wie Vi Burnside und Tiny Davis stießen 1941 hinzu. 1942 tourten sie von Küste zu Küste alternierend mit Fletcher Hendersons Band. In der Zeit, als viele Bigbandmusiker in den 1940er Jahren eingezogen waren, hatten die Sweethearts großen Erfolg auch in den Medien, tourten nach wie vor vor allem vor farbigem Publikum. 1946 traten sie in einem Film auf (That Man of Mine, mit Ruby Dee), in dem sie sich selbst spielten. Mitte der 1940er Jahre traten sie in führenden Konzertspots wie dem Savoy Ballroom und dem Apollo Theater auf und tourten 1945 für die Truppenbetreuung in Europa (aufgrund von Briefkampagnen von dort stationierten schwarzen US-Soldaten), wobei sie wie damals üblich vor weißem und schwarzem Publikum getrennt auftraten. 1947 verließen führende Musikerinnen wie Winburn, Davis und Burnside die Band. Die Bigband bestand bis Ende 1948. Einerseits starb ihr Manager Rae Lee Jones, andererseits änderte sich der Publikumsgeschmack und die Rahmenbedingungen überhaupt für Big Bands.
Zu ihren Arrangeuren zählten die Kansas-City-Veteranen Eddie Durham (der auch schon für Ina Ray Huttons Band arrangierte) und als dessen Nachfolger Jesse Stone (1943) sowie Mitte der 1940er Jahre Maurice King. Zu den ganz frühen Arrangeuren der Band gehörte die Solotrompeterin Edna Williams.
Winburn versuchte auch in den 1950er Jahren immer wieder neue Nachfolgebands zu gründen, ohne jedoch an alte Erfolge anknüpfen zu können. Zu den Solistinnen zählte Viola „Vi“ Burnside (Tenorsaxophon), eine Schulkameradin von Sonny Rollins und vorher bei den Harlem Playgirls, Ernestine „Tiny“ Davis (Trompete), ebenfalls früher bei den Harlem Playgirls, und Peggy Becheers (Tenorsaxophon).
Die Band bestand überwiegend aus farbigen Musikerinnen (worunter nach damaligen Gesetzen in den Südstaaten nicht nur Afroamerikaner, sondern auch Hawaiianer, Chinesen und mexikanische ethnische Herkunft fielen, die auch bei den Sweethearts vertreten waren), nahm aber auch weiße Musikerinnen auf, was allerdings in den Südstaaten zu Problemen führte (Jim-Crow-Gesetze), wo die Band häufig tourte. Die erste war die Trompeterin Toby Butler 1943. In der Band spielte auch die bei ihrem Eintritt 13-jährige Posaunistin Helen Jones, die Tochter des Gründers der Piney Woods Country Life School, Laurence Clifton Jones. Sie starb 2020.
Anna Mae Winburn belebte die Band 1950 neu als Anna Mae Winburn and her Sweethearts of Rhythm, die bis 1955 bestanden. Tiny Davis gründete nach dem Ende der Sweethearts ihre eigene Band Hell Divers und hatte später eine Bar in Chicago mit ihrer Partnerin, der Schlagzeugerin und Pianistin Ruby Lucas.
Weitere All Girl Bands der Zeit waren neben den Sweethearts, den Harlem Playgirls und Ina Ray Huttons Melodears: die britischen Ivy Benson and Her All Girl Orchestra, Ada Leonard and her All American Girls, das Phil Spitalny and his Hour of Charm All-Girl-Orchestra, die Darlings of Rhythm unter Clarence Love, die Praerie View Coeds, Swinging Rays of Rhythm, Eddie Durham’s All Star Girl Orchestra (von Durham 1942 nach seinem Weggang von den Sweethearts gegründet, mit einigen Musikerinnen der Sweethearts, die er bei seinem Weggang mitnahm) und die Dixie Rhythm Girls. Die letzten fünf Bands und die Harlem Playgirls bestanden aus farbigen Musikerinnen.

## Aufnahmen
- The Women, Classic Female Jazz Artists 1939–1952 (Bluebird, 1990, einige Stücke in einer Zusammenstellung von Leonard Feather)
- International Sweethearts of Rhythm (Rosetta Records 1984)

### Filmdokumentation
- International Sweethearts of Rhythm von Greta Schiller, Andrea Weiss (1986)

(Zwei Musikerinnen der Band, die Solo-Trompeterin Tiny Davis und die Schlagzeugerin Ruby Lucas, stellen Greta Schiller und Andrea Weiss noch eingehender in ihrem Dokumentarfilm Tiny & Ruby: Hell Divin’ Women (1988) vor)